# Stausee Mattmark
Stausee Mattmark är en reservoar i Schweiz. Den ligger i den södra delen av landet, 110 km söder om huvudstaden Bern. Stausee Mattmark ligger 2 143 meter över havet. Arean är 1,6 kvadratkilometer. Den sträcker sig 3,1 kilometer i nord-sydlig riktning, och 0,9 kilometer i öst-västlig riktning.
Trakten runt Stausee Mattmark består i huvudsak av gräsmarker. Runt Stausee Mattmark är det mycket glesbefolkat, med 7 invånare per kvadratkilometer.